# Híd Terabithia földjére (film, 2007)
A Híd Terabithia földjére 2007-ben megjelent amerikai filmdráma, melyet Csupó Gábor rendezett. A forgatókönyvet Katherine Paterson 1977-ben megjelent azonos című, Newbery-díjas regényéből Katherine Paterson és David L. Paterson írta, a producer David L. Paterson volt. A főbb szerepekben Josh Hutcherson és AnnaSophia Robb látható.

## Cselekmény
|  | Alább a cselekmény részletei következnek! |

Jess egy nagyon szegény munkásosztálybeli családban nevelkedő tízéves kisfiú. Apja, Jack keményen dolgozik, hogy eltarthassa népes családját, feleségét és öt gyermeküket. Anyja háztartásbeli, egész nap a ház körüli munkákat végzi. Mindketten megkeseredett, életunt emberek, akiknek csak a kemény munka és a nélkülözés jutott. Jess rengeteget segít otthon, így nem sok szabadideje marad szórakozásra. Testvérei ilyen-olyan ürügyekkel rendszeresen kihúzzák magukat a munka alól, így minden rá és szüleire hárul. Ennek ellenére anyja egész nap őt szapulja, hiszen nincs kéznél más, akin levezetheti a felgyülemlett feszültséget. Jess nagyon szeret rajzolni, kevéske szabadidejét mindig ennek szenteli és igen tehetséges. Szüleitől soha semmilyen támogatást nem kap, túlságosan földhözragadtak ahhoz, hogy értékelni tudják kibontakozó művészetét. Gyakran rángatják ki alkotó tevékenységéből, hogy valami hasznos munkát adjanak neki.
Egy nap a szomszédságukba költözik a jómódú Burke család tízéves kislányukkal, Leslie-vel. Jess szülei természetesen nem nézik jó szemmel az újonnan érkezetteket, Leslie szülei ugyanis jómódú írók, egész nap otthon dolgoznak. A két magányos, kirekesztett gyermek összebarátkozik és olyan csodálatos kapcsolat alakul ki köztük, amiről korábban egyikük sem álmodhatott. Leslie rendkívüli képzelőerővel megáldott kislány, aki minden szabad percében varázslatos történeteket sző. Feltárja Jess előtt a fantázia világát és ketten együtt létrehozzák Terabithia titokzatos birodalmát, amely a közeli erdőben csordogáló patak fölötti kötélen átlendülve érhető el. Eme varázslatos helyen ők az uralkodók, nekik kell szembeszállniuk a birodalmukat veszélyeztető Sötét Úrral és seregeivel. Ide menekülnek az élet gondjai elől, ahol szabadok lehetnek, álmaik valóra válhatnak, ahol ünnepelt hősök és mindenki tiszteli őket. A fantázia világában vívott csaták révén szellemileg és lelkileg erősebbé válnak, ami a való életben is nagy hasznukra lesz. Ott ugyanis az iskola bajkeverői ellen kell felvenniük a küzdelmet, akiknek ők és a hozzájuk hasonló álmodozók állandó céltáblái.
Telnek-múlnak a hónapok és a két gyermek barátsága elmélyül. Minden idejüket együtt töltik, hiszen nincs is más, akivel szívesebben lennének. Egy napon Leslie, amikor át akar lendülni a kötélen, az leszakad alatta és a lány meghal. Jess először ezt nem hiszi el, átfut a szomszédhoz ahol látja, hogy rendőrautók várakoznak a ház előtt. A részvétnyilvánításon több alkalommal is látni véli elhunyt barátját, zavartan és feszülten viselkedik a későbbiekben is, mikor folytatja mindennapi életét. Mint később kiderül, magát hibáztatja Leslie haláláért, amiért aznap nem hívta meg magukkal a múzeumba.
Jess látja Leslie apját a költöztetőautóval, és utána rohanva megkérdezi, használhatja-e a kertjükben maradt léceket. Szerszámaival és kézügyességével valóban létrehozza a hidat Terabithia földjére, ahol királlyá válik, a kishúga pedig hercegnővé.

## Szereplők
| Színész         | Szerep           | Magyar hang    |
| --------------- | ---------------- | -------------- |
| Josh Hutcherson | Jess Aarons Jr.  | Baráth István  |
| AnnaSophia Robb | Leslie Burke     | Csifó Dorina   |
| Bailee Madison  | May Belle Aarons | Kiss Bernadett |
| Robert Patrick  | Jack Aarons      | Jakab Csaba    |
| Kate Butler     | Mary Aarons      | Vándor Éva     |
| Zooey Deschanel | Ms. Edmunds      | Ruttkay Laura  |
| Latham Gaines   | Bill Burke       | Király Attila  |
| Judy McIntosh   | Judy Burke       |                |